# Páramo (Santander)
Páramo es un municipio del departamento de Santander, en Colombia.

## Ubicación
El municipio está localizado a 110 km (3 horas por carretera) de la ciudad de Bucaramanga, y a 20 km (25 minutos por carretera) de San Gil, la capital turística de Santander.

## Historia
El vertiginoso desarrollo de la provincia de Socorro durante el siglo XVIII, originado por la actividad comercial, fue registrado no solo por la concentración de poblados en la parroquia, que se convirtió en importante villa de la región, sino además en el incremento de la población campesina que residía de manera aledaña, distribuida en caseríos y veredas. 
De esta forma “El Páramo” ya se registra al comenzar la tercera década de este siglo como sede de haciendas y estancias. El crecimiento de este campesinado había propiciado a mediados del siglo la edificación de una capilla, atendida por frailes o tenientes del párroco del Socorro en su condición de vicepresidente de Nuestra Señora de Chiquinquirá del Páramo. 
Durante el año 1776 el feligresado se propuso erigirse en parroquia separada del Socorro, administrada por el doctor Fernando Fernández de Saavedra. Un grupo de vecinos del sitio otorgó el 8 de agosto de ese año un poder a favor de Hipólito Martínez, comisionado para realización de las dirigencias. Un día antes , los propietarios más prestantes del sitio del Páramo se había comprometido ante don Ignacio Fernández de Saavedra , alcalde ordinario de la Villa de San Gil y hermano del cura propuesto, a pagar anualmente la congrua del párroco y sostener las tres cofradías canónicas. Por la escritura hipotecaria de esta obligación sabemos que sus otorgantes, Pedro Amado de Porras, Julio Francisco de Porras, Pedro de Losada, Fernando de Porras, Gabriel de Porras, Felipe de Cala , Juan Supelano, Francisco Rangel, José Peña , Julián de Cala, Nicolás Quintero, Pedro Martín , Juan Agustín de Cala, Nicolás Pico, Pedro Antonio Cárdenas, Javier Mejía, Maximiliano Pérez, Bernardo Padilla, Antonio de Ardila y José Ortiz; eran pequeños propietarios ( pedazos de estancia ), cultivadores de caña de azúcar y trapiches a orillas del río Pienta y de la quebrada de las Cuevas, o en los sitios del Pedregal y El Espinal. 
Las diligencias surtieron rápido efecto, quizás por la presencia del párroco propuesto, 2 PATRIMONIAL DEL Socorro”. Y de su hermano, pues el l7 de octubre ese mismo año de 1776 se les concedió el título de parroquia de Nuestra Señora de Chiquinquirá del Páramo. De inmediato el párroco Fernández de Saavedra organizó las cofradías d esta advocación y de Nuestra Señora de Campo, así como la edificación de la iglesia , de mampostería de piedra y ladrillo. Concluida en el año de 1779. El retablo de Nuestra Señora de Chiquinquirá que hasta hoy es orgullo de su templo proviene de esta época, pues su cofradía original era capaz de recaudar en 17767 la cantidad de 586 pesos de limosna de sus devotos, representadas en lienzo gordo de hilo de la tierra. 
Aunque en el año de 1777 un numeroso grupo de feligreses asentados en los sitios de Los Verdes, el Buen Retiro y Calapo intentaron segregarse para constituir una nueva parroquia, el intento no prosperó. Páramo se constituyó en distrito parroquial al producirse la Independencia, y en diciembre de 1823 pasó a integrar el cantón del Socorro. 
Cuando la Asamblea Provincial de Socorro dictó su ordenanza 8 del 19 de noviembre de 1853 que eliminó el régimen cantonal, incluido el propio cantón del Socorro, se suprimió el distrito parroquial del Páramo. En ese momento este contaba con 325 ciudadanos y sus familias. Pese a esta supresión fue restituido posteriormente, y en 1859 entró a constituir parte del departamento del Socorro. 
El censo de 1870 mostró que su población en ese momento era de 3464 habitantes , por lo que se le consideró bajo la categoría de aldea. A partir de la adopción del régimen político–territorial del departamento de Santander en 1887, Páramo adquirió su categoría actual de municipio. Desde entonces siguió adscrito a la provincia Comunera, por lo menos hasta que nombró en 1957 el último de sus prefectos. En la actualidad se le inscribe en la provincia de Guanentá de acuerdo con los datos aportados por Planeación Departamental.

## Información general
- Latitud: 6°24′59″ N
- Longitud: 73°10′12″ O

### Descripción física
El municipio del Páramo se encuentra ubicado en la parte central del departamento de Santander, hacia la margen occidental de la Provincia de Guanentá. Las coordenadas geográficas de los puntos extremos del municipio se encuentran entre: 
X =1.191.800 - 1.210.750 m Este y, 
Y = 1.096.200 – 1.106.400 m Norte.

### Límites del municipio
El municipio de Páramo limita por el norte con los municipios de San Gil y Pinchote; por el oriente con los municipios del Valle de San José y Ocamonte; por el sur con el municipio de Charalá y por el occidente con los municipios de Socorro y Confines.
Extensión total: 73.2 km²
Extensión área urbana: 1.1 km²
Extensión área rural: 72.1 km²
Altitud de la cabecera municipal (metros sobre el nivel del mar): 1200 m s. n. m.
Temperatura media: se observa una variación de la temperatura media de 19 °C a lo largo de la parte alta municipal a 22 °C en la parte baja a lo largo del río Fonce.
Distancia de referencia: 117 kilómetros de Bucaramanga, capital santandereana, y 20 kilómetros de San Gil. Ambos trayectos viales totalmente pavimentados.

## División
El municipio de Páramo cuenta con las siguientes veredas: Los Pedregales, La Lajita, El Bosque, El Moral, El Palmar, Palmarito, Juan Curí, La Laguna, Santa Rita, Caguanoque y Centro.

## Ecología
Buena parte del territorio del municipio de Páramo tiene uso agropecuario, sólo quedan algunos reductos de bosque primario. Lo observado corresponde a sembríos de café (bosque protector –productor) y a bosques de galería.
La diversidad de fauna para el municipio de Páramo se puede considerar como escasa ya que algunos factores relacionados con la presencia de fauna lo afectan negativamente. Las aves representan la mayor riqueza de la fauna silvestre; su abundancia está relacionada con las veces que se observan en un período, esta relación es alta ya que se observa diariamente; entre las especies más frecuentes tenemos: chulo, tortolita, guañuz, colibrí, mirla, copetón, pechirrojo y milleros; la perdiz y el carpintero son observados con cierta frecuencia.
Los animales más comunes en la zona rural del municipio son: el tinajo (paca), el picur, la fara, el armadillo, la ardilla, el zorro gris,  elconejo silvestre y serpientes y culebras como la falsa coral, la cazadora y la rabo de ají.

## Economía
Los principales renglones económicos del municipio lo conforman los siguientes sectores: - sector primario: agrícolas, pecuarios, forestales, conservación y/o protección y minería. - sector secundario: industria y agroindustria - sector terciario: comercio y servicios. 
En el municipio de Páramo los cultivos de mayor producción son el café (841 ha), la caña de azúcar (661 ha), la yuca (63 ha), el tomate (54 ha), los cítricos (35 ha), el plátano (34 ha) y el maíz (25 ha). 
En el municipio de Páramo la producción pecuaria la aportan 3.266 bovinos de las razas criollo, cebú y pardo principalmente, ocupa un área de 3.266 hectáreas; es decir que el área promedio por unidad productiva es de una (1) res/ha. Representa el 2.2% de la población bovina de la provincia guanentina (148.208 reses) y el 0.3% de la población bovina departamental (1.024.736 reses).
Además también está muy impulsado por el turismo natural y religioso.

## Educación
El municipio de Páramo cuenta con dos planteles educativos, uno nombrado en honor de su patrona, Colegio Nuestra Señora de la Salud; el otro, el Institución Educativa Pedregal, que acoge toda el área rural y tiene diez sedes educativas.

## Política
En 2019 se destacó al estar entre los 10 municipios con menor abstencionismo electoral, quedando en el cuarto lugar para la elección de alcalde y gobernador departamental con una participación del 91,18% y 91,06% de los potenciales sufragantes en los comicios; en el tercer lugar para la elección de concejales municipales al participar el 90,98% del padrón electoral y en el sexto lugar para la elección de diputados departamentales, al participar el 91,18% del censo.

## Vías de comunicación

### Terrestres
La distancia entre la capital del departamento y el municipio de Páramo es de 124,6 km por carretera totalmente pavimentada. Por la margen oriental es atravesado por la carretera que comunica a los municipios de San Gil y Charalá; por la margen occidental se encuentra la vía que comunica a Confines con Socorro.

## Atractivos turísticos
- Santuario de Nuestra Señora de la Salud: Homenaje a la aparición de La Virgen María en una quebrada cerca al municipio. Allí se puede apreciar de un oratorio y recolectar agua bendita.

- Cueva del Indio.
- Cascadas de Juan Curí: Ubicadas sobre la vía San Gil-Charalá en la Hacienda Santa Rita  (10 minutos aproximadamente desde el ramal de El Páramo). Caída de agua de más de 80 metros, apta para la práctica del torrentismo y disfrutar de la maravilla de la naturaleza, bosques, quebradas, animales, deporte extremo y del pozo en el lugar donde cae la cascada.

- Haciendas coloniales: San Lorenzo, Santa Rita ,La Palmita, La Lajita, La Calichana.
- Hoteles, empresas de turismo, posadas familiares, fincas adaptadas para alojamiento.